# دراسات تطوير أكسفورد
دراسات تطوير أكسفورد يعد مجلة أكاديمية فصلية تخضع لمراجعة الأقران وتنشرها روتليدج وتغطي جميع جوانب دراسات التنمية . تنشر أوراق الكمية وكذلك الدراسات الاستقصائية للأدب. رئيسة التحرير هي شيريل آر دوس ( جامعة أكسفورد ).

## التاريخ
في عام 1933 تم إنشلء المجلة باسم اقتصادي المزارع .و في عام 1972 تم تغيير اسمها إلى أكسفورد للدراسات الزراعية ، وفي عام 1996 حصلت على اسمها الحالي . كان من بين المحررين السابقين جورج بيترز وسانجايا لال وجون توي.

## الاستخلاص والفهرسة
تم تلخيص المجلة وفهرستها من قبل ملخصات سي بي إي و إيكونليت والملخصات الجغرافية والجغرافيا البشرية والببليوغرافيا الدولية للأدب الدوري.

## الجوائز
تمنح المجلة جائزتين: جائزة سنوية قدرها 500 جنيه إسترليني لأفضل مقال منشور في المجلة في إصدار العام السابق ,وجائزة كل عامين 1000 جنيه إسترليني لأفضل مقال للطالب والتي نُشر في إصدارات العامين الماضيين. وتكرّم الجوائز ذكرى خبير التنمية المتميز سانجايا لال، الذي كان محررًا سابقًا للمجلة وتوفي عام 2005.

## روابط خارجية
- الموقع الرسمي